# لوسي جانون
لوسي جانون (بالإنجليزية: Lucy Gannon)‏ هي كاتِبة وكاتبة مسرحية بريطانية، ولدت في 1948.

## وصلات خارجية
- لوسي جانون على موقع IMDb (الإنجليزية)
- لوسي جانون على موقع قاعدة بيانات الفيلم (الإنجليزية)